# Свети Седмочисленици (София)
Вижте пояснителната страница за други значения на Седмочисленици.
„Свети Седмочисленици“ е българска православна църква в столицата София, разположена в градинката между улиците „Цар Иван Шишман“, „Граф Игнатиев“, „6-ти септември“ и „Генерал Паренсов“.

## История
Сградата е построена през 1528 година от Синан като джамия по заповед на султан Сюлейман Великолепни върху имот на Рилския манастир с метох. При разкопки през 1901 година са открити останки от стар християнски храм от V-VI век и още по-старо светилище на Асклепий.
Джамията е кръстена Коджа дервиш Мехмед паша на името на великия везир Соколлу Мехмед паша. Смята се, че архитект на джамията е прочутият Синан (архитектът на Сюлейман джамия в Константинопол). Храмът става известен с името Черната джамия, заради тъмния гранит, от който е направено минарето му. При земетресение през XIX век минарето на джамията пада и тя е изоставена.
След Освобождението на България през 1878 година сградата е превърната във военен склад, а по-късно в затвор.
Между 1901 и 1903 година сградата е преустроена в църква, която е осветена на 27 юли 1903 г., определен от Българската православна църква като Ден на успението на Свети Климент Охридски и Ден на Светите Седмочисленици – Светите светии Кирил и Методий и техните ученици и последователи Климент, Наум, Горазд, Сава и Ангеларий. Този ден се чества и като храмов празник. При преустройството са съборени минарето от черен гранит и медресето, намиращо се на мястото на днешната градинка пред църквата и са достроени ъгловите куполи, камбанарията и нартекса. Проектът за преустройството е на архитектите Йордан Миланов и Петко Момчилов.
Иконостасът в църквата е дело на дебърски майстори от рода Филипови. Царските двери и кръстът с разпятието са рязани през 1902 година от Аврам Аврамов и Петър Йосифов.

## Други
- В двора зад църквата, близо до апсидата е погребано важно за българската история семейство: видната общественичка Екатерина Каравелова (1860 – 1947), редом до своя съпруг Петко Каравелов (1843 – 1903) – един от водачите на Либералната, а по-късно на Демократическата партия. Той е брат на писателя Любен Каравелов и баща на Лора Каравелова – съпруга на поета Яворов.
- Тук се намира и гробът на епископ Нил Изворов (1823 – 1905).
- През 1925 година терорист от БКП убива пред църквата генерал Константин Георгиев.

## Галерия
- Черната джамия през 1887 година
- Иконостас
- Светите Седмочисленици – мозайка над входа
- Църквата през зимата